# سنترال، آرکانزاس
سنترال (به انگلیسی: Central Arkansas) یک منطقهٔ مسکونی در ایالات متحده آمریکا است که در آرکانزاس واقع شده‌است. سنترال ۴۳۱٬۳۸۸ نفر جمعیت دارد.